# Trithemis donaldsoni
Trithemis donaldsoni är en trollsländeart som först beskrevs av Philip Powell Calvert 1899.  Trithemis donaldsoni ingår i släktet Trithemis och familjen segeltrollsländor. IUCN kategoriserar arten globalt som livskraftig. Inga underarter finns listade i Catalogue of Life.